# Los Tepetates, Jalisco
Los Tepetates är en ort i Mexiko.   Den ligger i kommunen Zapotlanejo och delstaten Jalisco, i den centrala delen av landet, 400 km väster om huvudstaden Mexico City. Los Tepetates ligger 1 532 meter över havet och antalet invånare är 413.
Terrängen runt Los Tepetates är varierad. Runt Los Tepetates är det ganska tätbefolkat, med 75 invånare per kvadratkilometer. Närmaste större samhälle är Tonalá, 19,7 km väster om Los Tepetates. I omgivningarna runt Los Tepetates växer huvudsakligen savannskog.